# Jesse M. Unruh

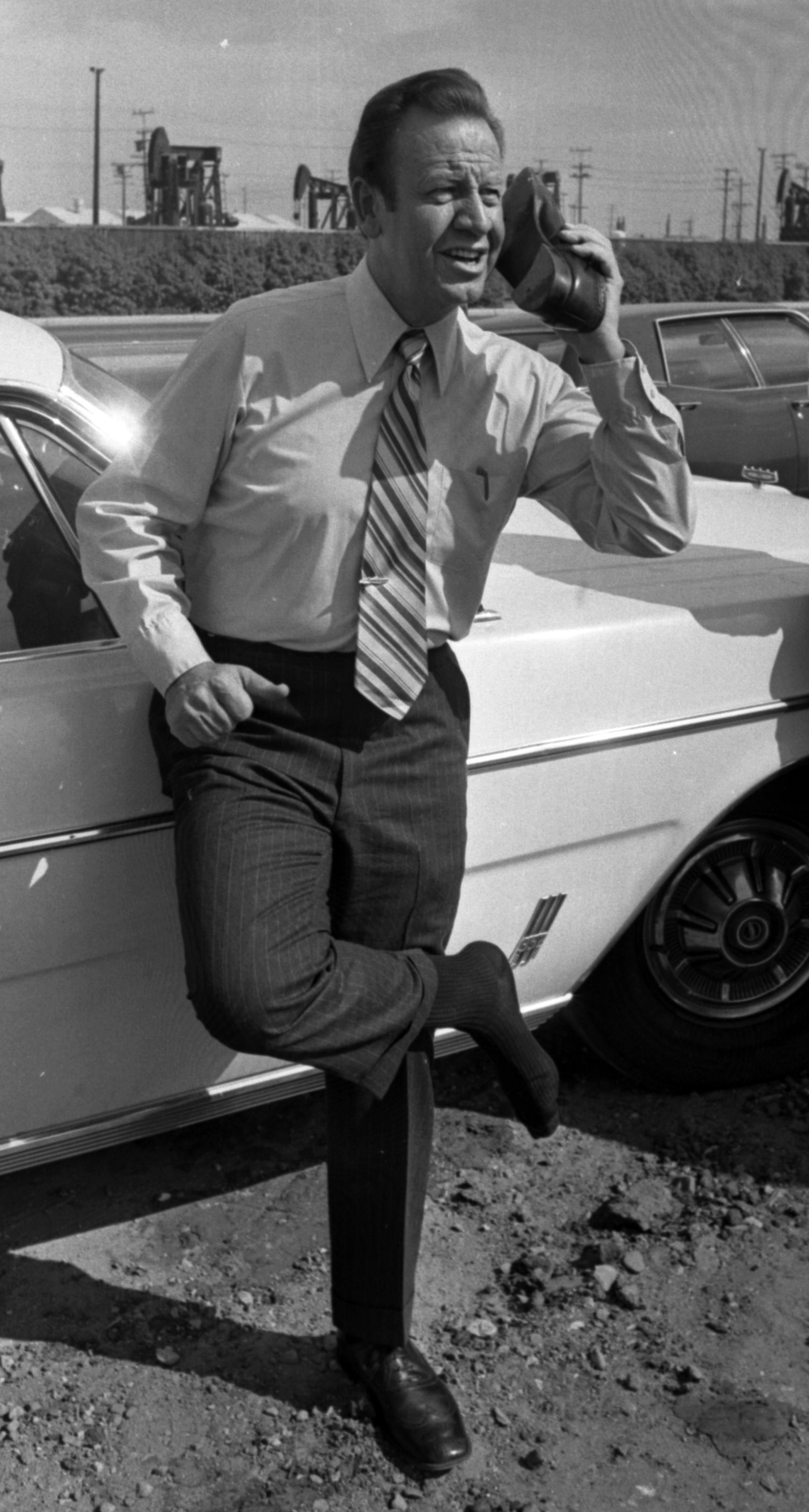
Jesse M. Unruh (1970)

Jesse Marvin Unruh (* 30. September 1922 in Newton, Kansas; † 4. August 1987 in Marina del Rey, Kalifornien), auch bekannt unter dem Spitznamen Big Daddy Unruh, war ein US-amerikanischer Politiker der Demokratischen Partei und State Treasurer von Kalifornien.

## Leben
Unruh war während des Zweiten Weltkrieges bei der United States Navy. Er erhielt 1948 an der University of Southern California den BA für politische Wissenschaften und Journalismus. Anschließend wechselte er in die Politik und war bereits 1952 bei der Unterstützung zur Wahl von Frank Mankiewicz aktiv. Von 1961 bis 1969 war er Sprecher der California State Assembly, 1968 Delegierter zur Democratic National Convention, 1969 Minderheitsführer in der California State Assembly. Im Frühjahr 1970 gewann er die demokratische Vorwahl für das Amt des Gouverneurs von Kalifornien. Bei der eigentlichen Wahl am 3. November 1970 musste er sich aber dem republikanischen Amtsinhaber und späteren US-Präsidenten Ronald Reagan mit 52 gegen 46 Prozent der Stimmen geschlagen geben. Unruh kandidierte 1973 als Bürgermeister von Los Angeles, verlor aber die Wahl. Zwischen 1975 und 1987 war er als Nachfolger von Ivy Baker Priest State Treasurer von Kalifornien. Dieser Posten entspricht etwa einem Finanzminister, wird aber im Turnus von vier Jahren durch Direktwahl von den Bürgern besetzt.
Seit 1943 war er mit Virginia June Lemon verheiratet und hatte fünf Kinder. 1987 starb Unruh im Alter von 64 Jahren an Prostatakrebs.